# Werner Amboß
Werner Amboß (* 7. Oktober 1925), ein deutscher Fußballspieler, der 1952/53 für Motor Dessau in der DDR-Oberliga, der höchsten Liga im DDR-Fußball, spielte. 

## Sportliche Laufbahn
Werner Amboß trat nur für eine Saison im höherklassigen Fußball auf. Als 26-Jähriger war er Neuzugang bei der BSG Motor Dessau für die Oberliga-Spielzeit 1952/53. Er war als Ersatz für den ausgeschiedenen Werner Fiedler vorgesehen und übernahm auch von Anfang an dessen Position auf der rechten Angriffsseite. Von den 32 ausgetragenen Oberligaspielen bestritt Werner Amboß 30 Begegnungen. Bereits im ersten Punktspiel der Dessauer erzielte er beim 3:1-Heimsieg über Motor Zwickau zwei Tore, am Saisonende war er auf elf Punktspieltreffer gekommen. Zur Saison 1953/54 gehörte Werner Amboß nicht mehr zum Spieleraufgebot der BSG Motor. 